# باول سوليفان
باول سوليفان (بالإنجليزية: Paul Sullivan)‏ هو مقدم برامج إذاعية ومذيع وصحفي أمريكي، ولد في 24 مايو 1957، وتوفي في 9 سبتمبر 2007 بسبب ورم ميلانيني.